# 琴平町
琴平町（日语：／ Kotohira chō */?）是位於日本香川縣東部的町，也是縣內面積第二小的行政區劃。金倉川由南往北流經城鎮中心，並在北邊注入瀨戶內海，設於町內的琴電琴平車站則為琴平線的終點站。琴平町作為境內著名神社金刀比羅宮的門前町而發展，其產生的觀光效益對當地的經濟有著相當大的影響，金刀比羅宮也被指定為日本的國家重要文化財。

## 地理
琴平町地處在金倉川和土器川形成的沖積平原上，西邊坐落著位於瀨戶內海國立公園内，海拔524公尺的象頭山。該山岳同時被指定為日本名勝與天然紀念物。

### 氣候
當地在氣候上屬於瀨戶內海式氣候，氣候溫暖且雨量較少。2022年琴平町的年均溫為17.1℃，年降雨量則為788.5毫米。

## 歷史
本地從過去以來是因為金刀比羅宮的門前町而開始發展。現在的名稱「琴平」也是源自「金刀比羅」（相同日文發音，採不同漢字）。

### 年表
- 1873年11月27日：那珂郡金毘羅村改名為琴平村。
- 1890年2月15日：實施町村制，琴平村改制為琴平町，現在的琴平町轄區在當時還包括：榎井村、象鄉村。
- 1899年4月1日：那珂郡和多度郡合併為仲多度郡。
- 1955年4月1日：琴平町和榎井村合併為新設置的琴平町。[9]
- 1956年3月31日：滿儂町五條地區的部份地區被併入琴平町。
- 1957年10月10日：滿儂町五條地區的部份地區被併入琴平町。
- 1958年4月1日：象鄉村被廢除，部份地區被併入琴平町，其餘地區被併入善通寺市。

### 變遷表
| 1890年2月15日 | 1890年 - 1926年 | 1926年 - 1954年 | 1955年 - 1989年            | 1989年 - 現在 | 現在   |
| ------------- | --------------- | --------------- | -------------------------- | ------------- | ------ |
| 琴平町        | 琴平町          | 琴平町          | 1955年4月1日 合併為琴平町  | 琴平町        | 琴平町 |
| 榎井村        |                 |                 | 1955年4月1日 合併為琴平町  | 琴平町        | 琴平町 |
| 象鄉村        | 象鄉村          | 象鄉村          | 1958年3月31日 併入琴平町   | 琴平町        | 琴平町 |
| 象鄉村        | 象鄉村          | 象鄉村          | 1958年3月31日 併入善通寺市 |               |        |

## 交通

### 鐵路
- 四國旅客鐵道
  - 土讚線：琴平車站
- 高松琴平電氣鐵道
  - 琴平線：琴電琴平車站 - 榎井車站

過去還曾經有琴平参宮電鐵和琴平急行電鐵線連結坂出、丸龜、多度津，使得市區內曾同時存在四個鐵路車站（琴平車站、琴電琴平車站、琴參琴平車站、琴急琴平車站），但這兩條路線已先後在1954年和1944年停駛。
|  |  |

### 道路
轄區內無高速公路通過，距離最近的交流道為位於善通寺市的高松自動車道善通寺交流道。

## 觀光

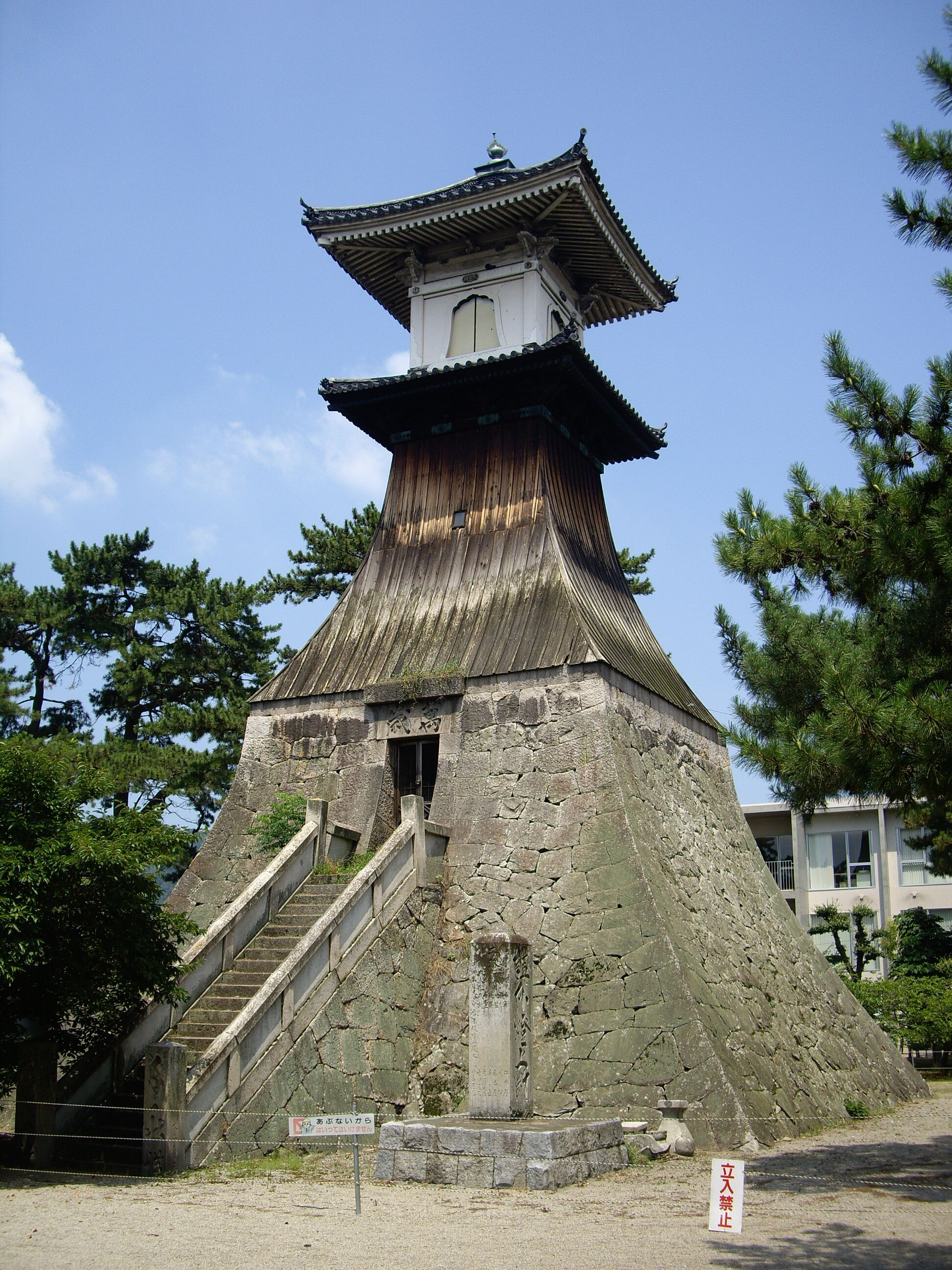
高燈籠

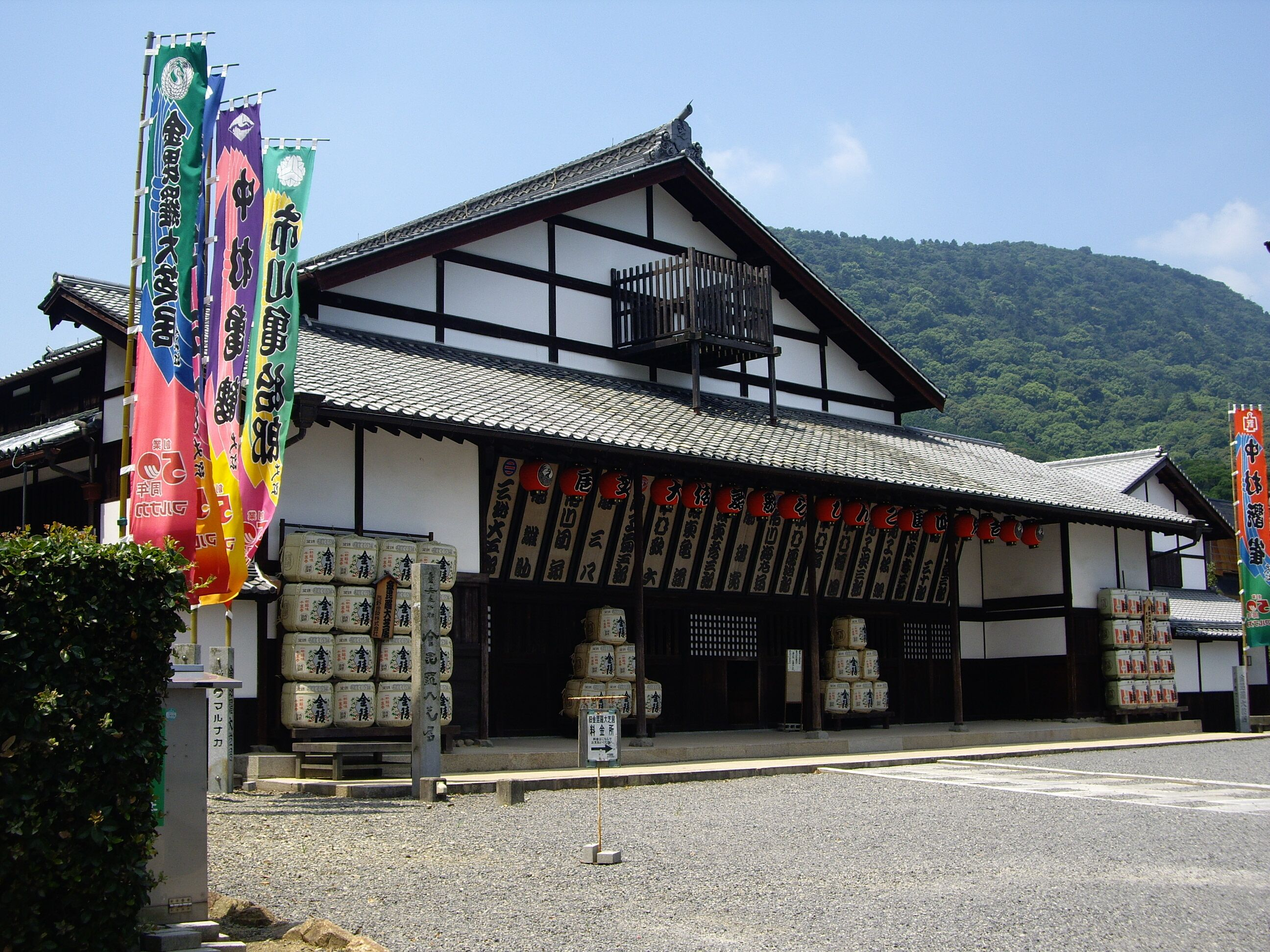
舊金毘羅大芝居

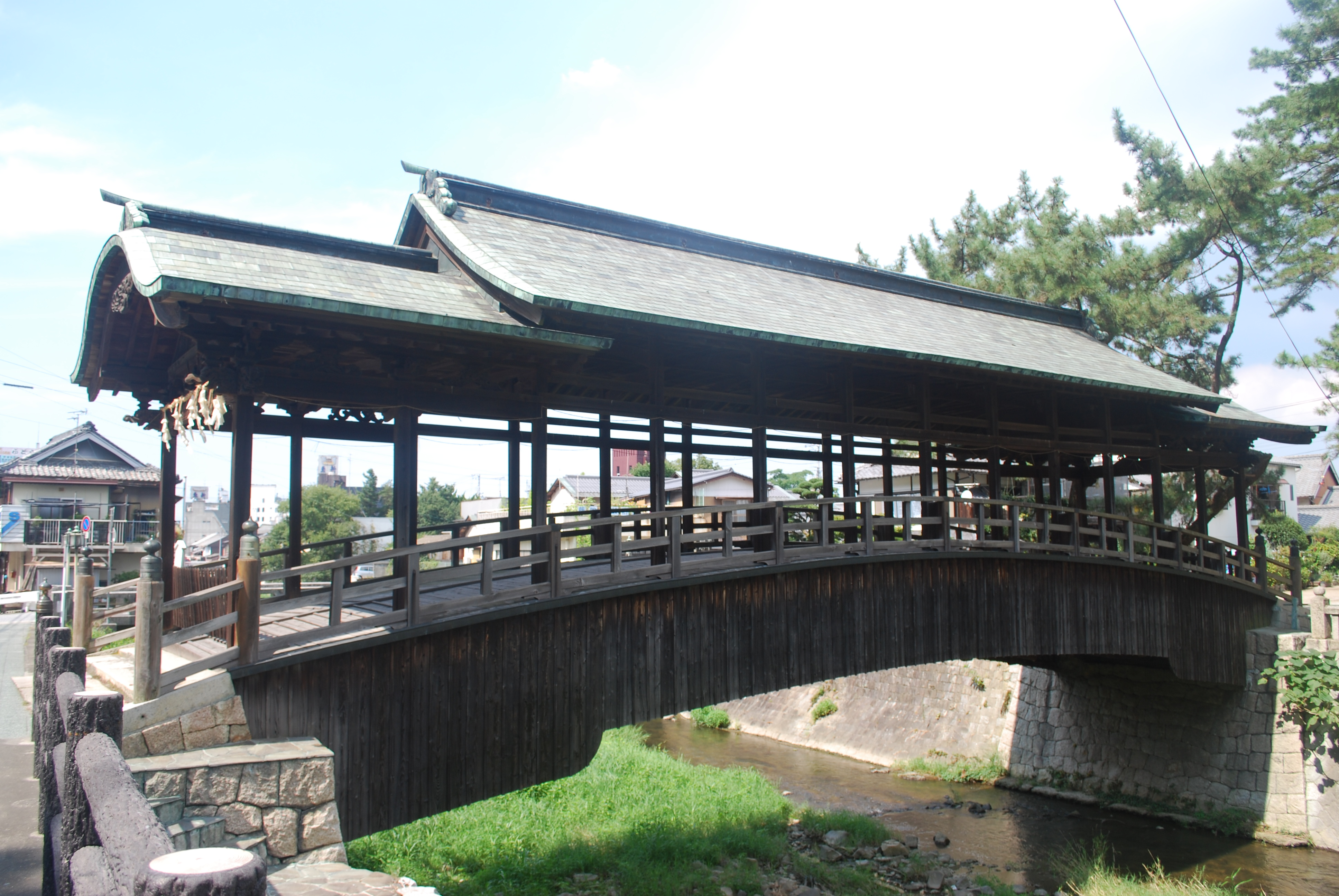
鞘橋

- 金刀比羅宮：位於名勝象頭山中，為全日本金刀比羅神社、琴平神社、金比羅神社的總本宮。
- 金毘羅溫泉鄉
- 高橋由一館：西洋畫家高橋由一的個人美術館。
- 高燈籠：建於1860年高達28公尺的燈籠，為全日本最高的燈籠。
- 舊金毘羅大芝居（金丸座）：毎年春天舉辦「四國金刀比羅歌舞伎大芝居」，為國家重要文化財。
- 香川縣立琴平公園
- 鞘橋
- 海之科學館
- 琴平町立歷史民俗資料館

## 教育

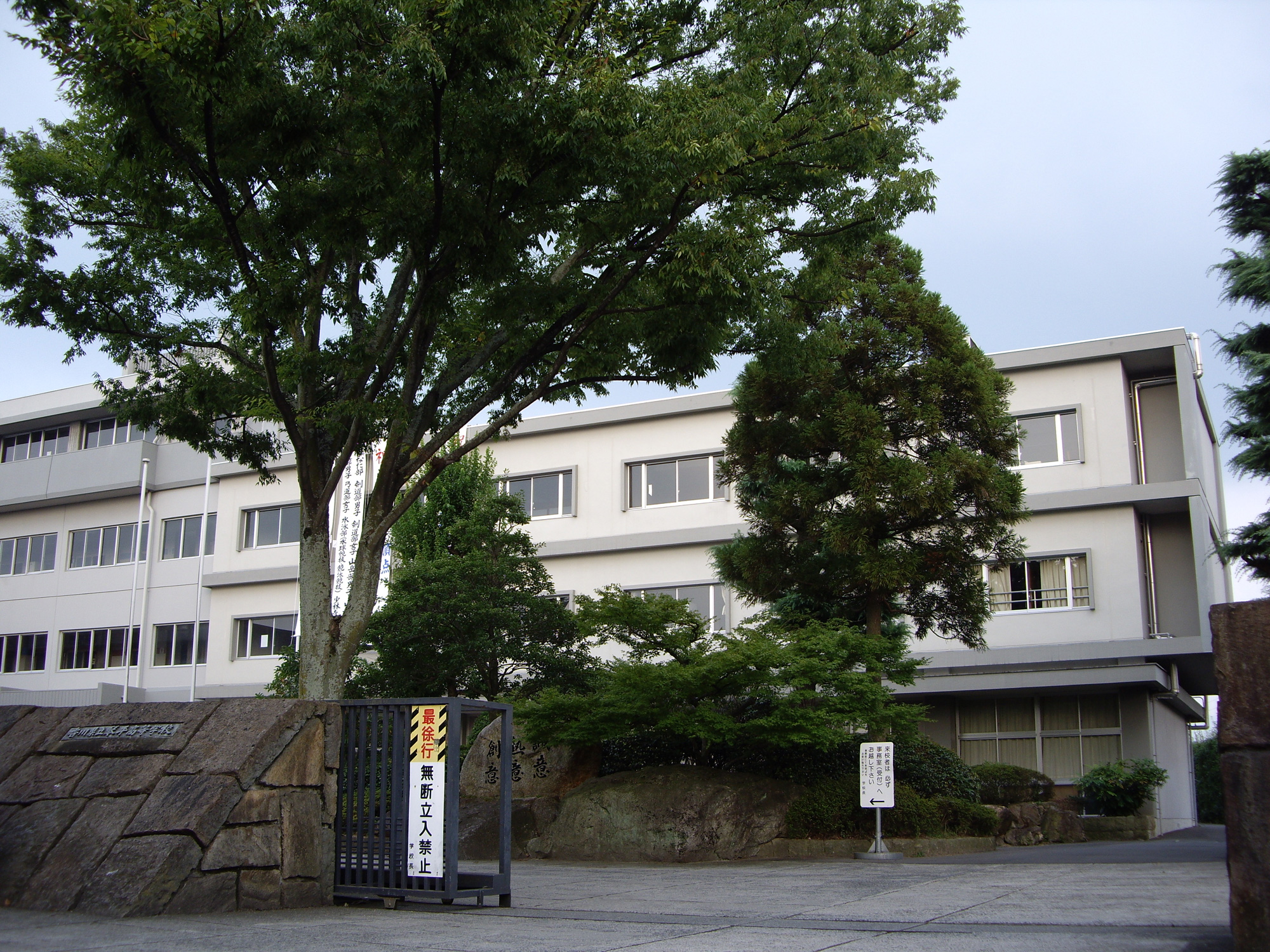
琴平高等學校

### 小学校
- 琴平町立琴平小學校
- 琴平町立榎井小學校
- 琴平町立象郷小學校

### 中学校
- 琴平町立琴平中學校

### 高等學校
- 香川縣立琴平高等學校

### 専修学校
- 香川縣立農業大學校

## 本地出身之名人
- 神余隆博：外交官
- 金關丈夫：解剖學者、人類學者，曾任任台北醫專教授、台北帝國大學醫學部解剖學教授。
- 白川大輔：前職業棒球選手
- 西村貞朗：職業棒球選手

## 外部連結
- （日語） 琴平町觀光協會 （页面存档备份，存于）
- （日語） 琴平町商工會
- 维基导游上有關琴平町（英文）的旅行指南
- OpenStreetMap上有關琴平町的地理